# Instituut Saint-Louis

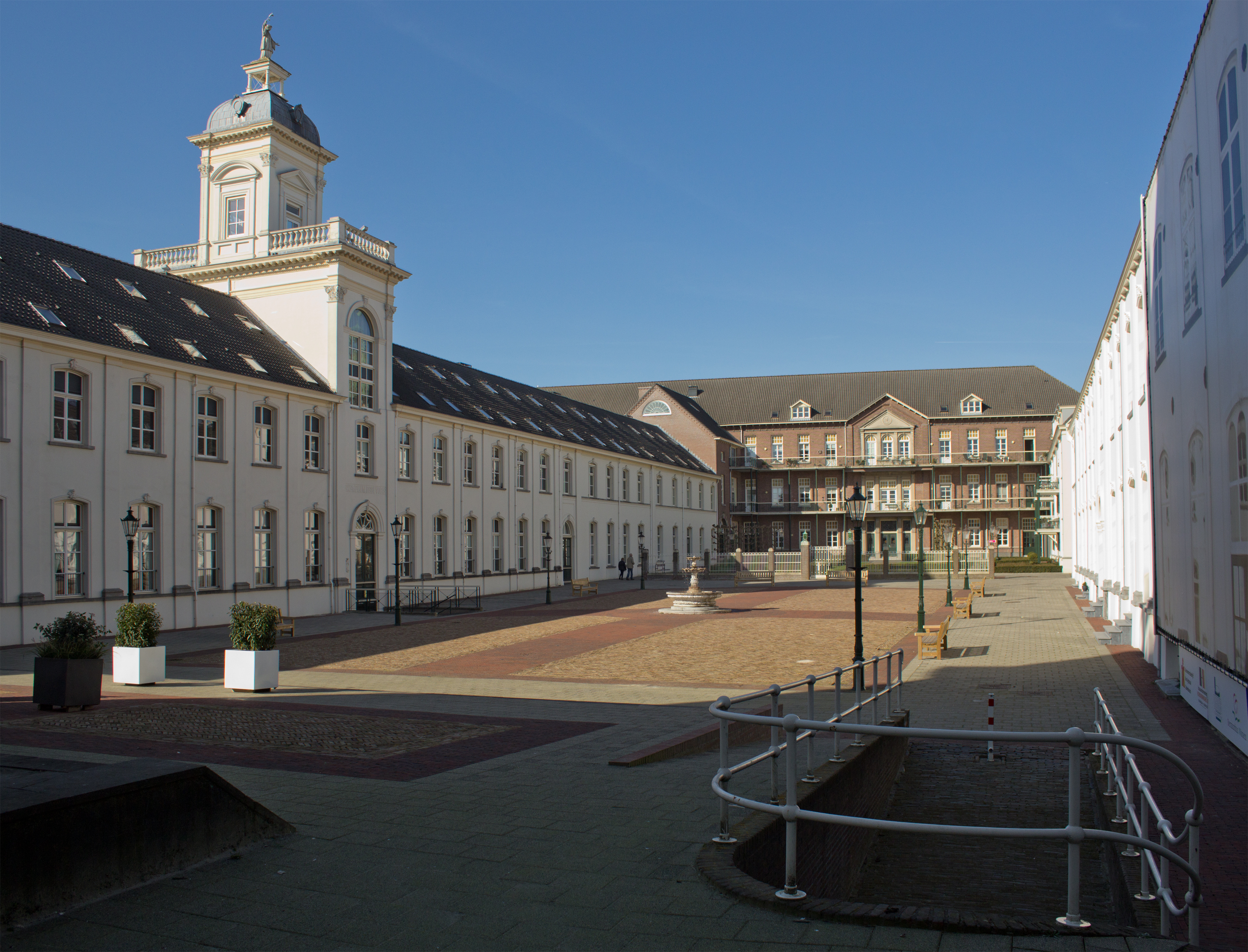
Internaat Saint-Louis Aloysiusbouw

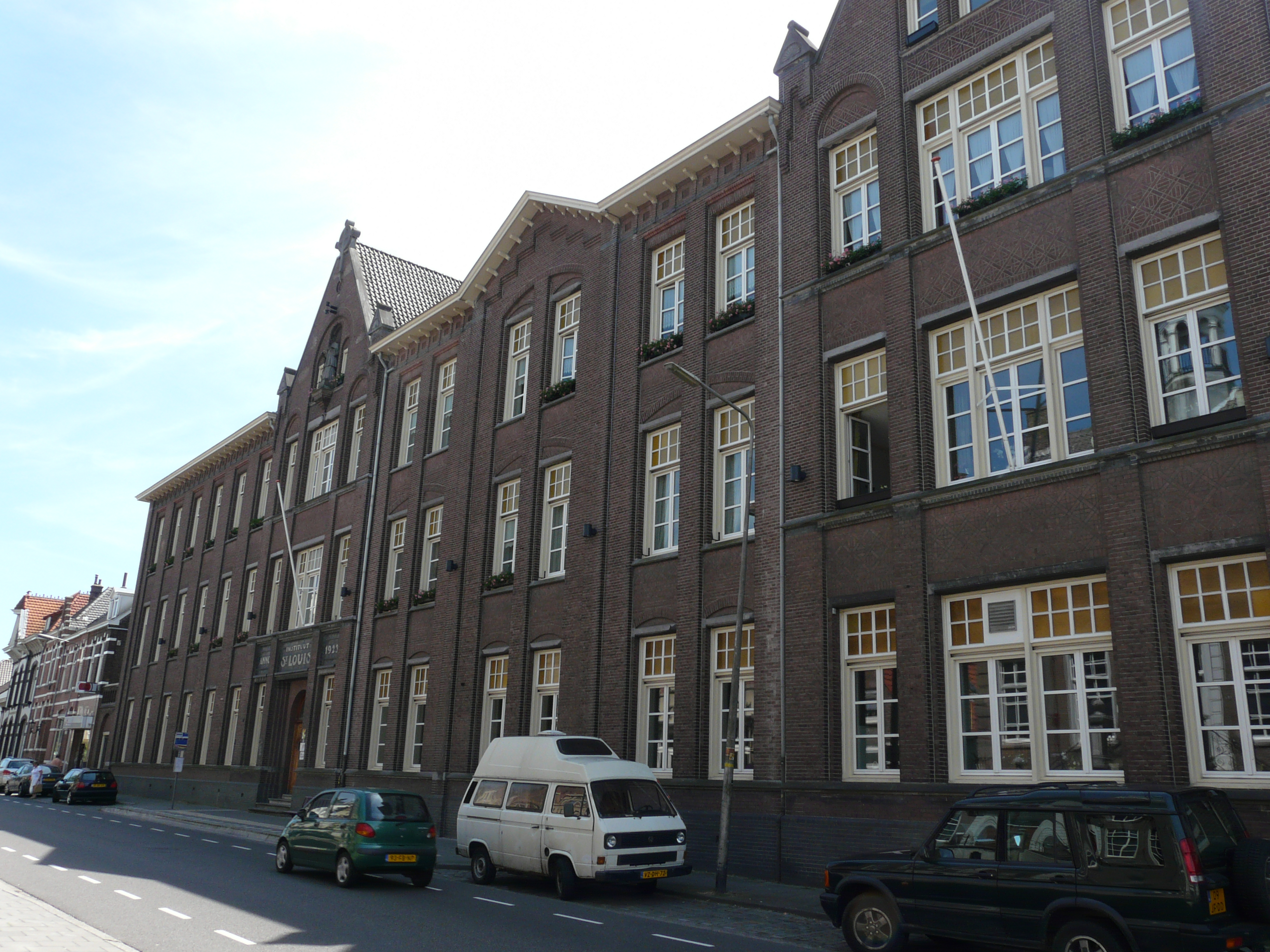
Toegang straatzijde

Het Instituut Saint-Louis is het gebouwencomplex en voormalig internaat van de Broeders van Oudenbosch. Het is gevestigd aan Markt 32-36 te Oudenbosch, in de Nederlandse provincie Noord-Brabant. 

## Geschiedenis
De Congregatie der Broeders van Oudenbosch werd in 1840 te Oudenbosch gesticht. Het opvallende gebouwencomplex, waarin onder meer een jongensinternaat huisde, werd in 1865-1866 gebouwd naar een ontwerp van Theodorus Florschütz en Josephus Boosten, beiden broeders aldaar. Florschütz was tekenleraar. 
De gebouwen staan aan een langgerekt plein dat uitkomt bij de bijbehorende Kapel Saint Louis, welke grote gelijkenis vertoont met de Basiliek van de H.H. Agatha en Barbara. Ook hier werd de voorgevel gemodelleerd naar die van de Sint-Jan van Lateranen. De neobarokke kapel heeft eveneens een koepel die ontworpen werd door Gerardus Jacobus van Swaaij en gereedkwam in 1889. In het interieur van de kapel bevindt zich veel monumentaal stucwerk en cassetteversieringen. 
Het fraterhuis uit 1890 werd ontworpen door Pierre Cuypers in neogotische stijl en in 1923 kwam een eveneens neogotische straatvleugel gereed, die door W. Bennaers werd ontworpen.
Naast deze gebouwen legden de Broeders een kerkhof aan.

## 21e Eeuw
In 2008 werden de gebouwen van internaat en kapel door de nog overgebleven Broeders overgedragen aan de Stichting Behoud Cultureel Erfgoed Saint Louis, die er een culturele bestemming aan geeft.
De broeders van Saint-Louis zijn in 2011 verhuisd van broederhuis Sint Joseph achter de kapel, naar woon-zorgcomplex De Zellebergen in Oudenbosch.
In 2012 is in de kapel van Saint-Louis voor het laatst een eucharistieviering gehouden. De kapel is sindsdien, na 144 jaar, geen kerkgebouw meer, maar een ruimte voor een ander soort vieringen: concerten, feesten en recepties.

## Bekende oud-leerlingen en broeders
- Henricus Huijbers (1881-1929), historicus
- Boy Ecury (1922-1944), Arubaans verzetsstrijder in WOII
- Henk Roels (1925-1993), burgemeester van Luyksgestel en Someren (1925-1993)
- Bruno Ernst, ook wel Broeder Erich (1926-2021), natuurkundige en mede-oprichter Volkssterrenwacht Simon Stevin